# Vihula kommun
Vihula kommun (estniska: Vihula vald) var en tidigare kommun i landskapet Lääne-Virumaa i norra Estland. Kommunen låg cirka 70 kilometer öster om huvudstaden Tallinn. Antalet invånare var 1 939. Arean var 364 kvadratkilometer. Kommunens centralort var den tidigare köpingen Võsu.
Den 25 oktober 2017 gick kommunen upp i Haljala kommun.

## Geografi
Vihula kommun låg vid Finska vikens södra strand. Terrängen i kommunen var platt.
De ensligt belägna obebodda öarna Sala saar (Lõuna-Uhtju, Södra Uhtju) och  Uhtju saar (Põhja-Uhtju, Norra Uhtju) samt Stenskär hörde till kommunen. Stenskär utgör den nordligaste punkten i Estland.

### Karta

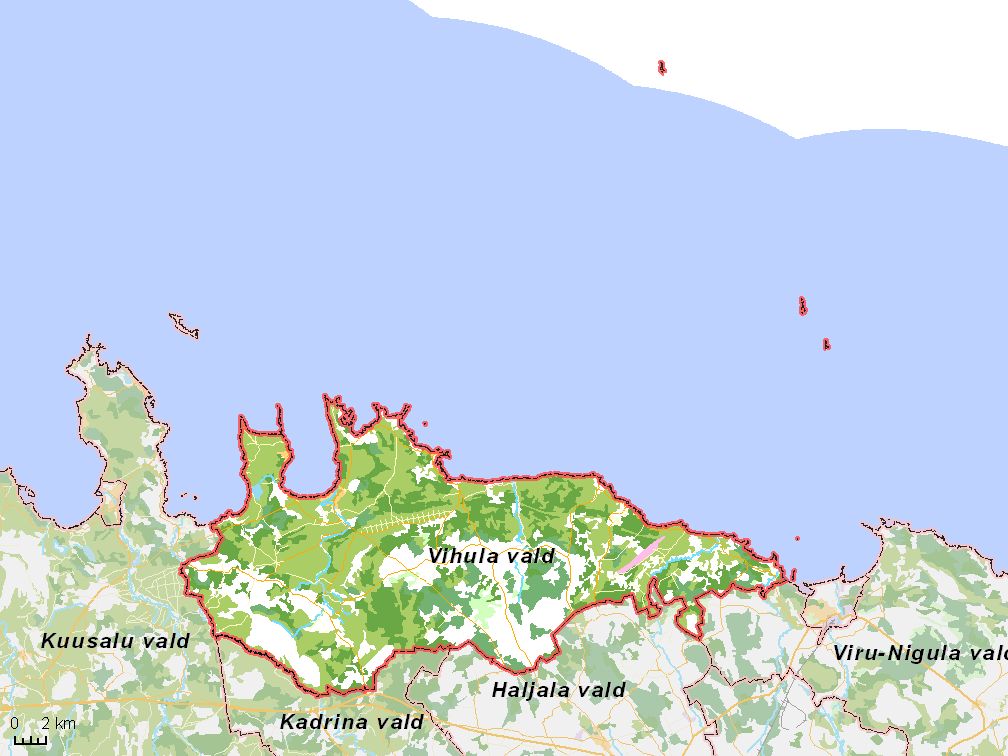
Översiktlig karta över den dåvarande kommunen.

## Orter
I Vihula kommun fanns en småköping (estniska: alevik) samt 52 byar.

### Småköpingar
- Võsu (centralort)

### Byar
De största byarna i kommunen var Käsmu, Palmse, Võsupere, Vergi, Vihula och Annikvere. 
Övriga byar var Aasumetsa, Adaka, Altja, Andi, Eisma, Eru, Haili, Ilumäe, Joandu, Kakuvälja, Karepa, Karula, Kiva, Koljaku, Koolimäe, Korjuse, Kosta, Lahe, Lauli, Lobi, Metsanurga, Metsiku, Muike, Mustoja, Natturi, Noonu, Oandu, Paasi, Pajuveski, Pedassaare, Pihlaspea, Rutja, Sagadi, Sakussaare, Salatse, Tepelvälja, Tidriku, Tiigi, Toolse, Tõugu, Uusküla, Vainupea, Vatku, Vila, Villandi och Võhma.